# Grewia sulcata
Grewia sulcata är en malvaväxtart som beskrevs av Maxwell Tylden Masters. Grewia sulcata ingår i släktet Grewia och familjen malvaväxter. Inga underarter finns listade i Catalogue of Life.